# Центральноазійський Союз

Територія Центральноазійського союзу (ЦАС)

Центральноазійський союз (ЦАС) — (англ. Central Asian Union; каз. Орталиқ Азія одағи; кар. Orayliq Aziya odaǵı; кирг. Борбордук Азія бірімдігі;тадж. Іттіҳоді Осієї Марказӣ;туркм. Merkezi Aziýa birligy) — гіпотетичний проєкт політико-економічного об'єднання п'яти пострадянських центральноазійських республік, який запропонував створити Президент Казахстану Нурсултан Назарбаєв 26 квітня 2007. До складу союзу повинні були увійти Казахстан, Киргизія, Таджикистан, Туркменія та Узбекистан. Реалізація проєкту не зайшла далі підписання «Договору про вічну дружбу» між Казахстаном, Узбекистаном та Киргизією, а також планів про утворення зони вільної торгівлі. Проєкт був згорнутий у зв'язку з відсутністю підтримки з боку президента Узбекистану Іслама Карімова.

## Територія та населення
Загальна площа п'яти центральноазійських республік становить 4,003,451 км² — більша за територію Індія — Список держав і залежних територій за площею 7-ї держави світу по території. Загальна територія регіону центральноазійської п'ятірки з півночі межує з Російською Федерацією, зі сходу з Китайською Народною Республікою, з півдня з Ісламською Республікою Іран і з Ісламським Еміратом Афганістан, і з заходу омивається водами Каспійського моря.
Станом на кінець 2020 року загальна чисельність населення п'яти центральноазійських республік становила близько 75 мільйонів осіб. Це більше населення Франція Франції — Список країн по населенню 20-ї держави світу за чисельністю населення, а також наступних за нею Великобританії, Таїланду, Італії. Чисельність населення центральноазійської п'ятірки наближається до чисельності населення Німеччина, Німеччини, Туреччина Туреччини та Ірану. Майже 90 % жителів п'яти центральноазійських республік є Тюркські мови тюркомовними - говорять Узбецькою мовою, узбецькою, казахською, туркменською, киргизькою, каракалпакською і татарською мовами. Інші 10 % складають розмовляючі Таджицькою мовою, Таджицькою, Російською мовою та іншими мовами. Понад 90 % населення регіону сповідує іслам суннітської спрямованості.

## Потенційний склад
| Країна       | Населення  | Площа, км²    | ВВП            | ВВП на душу населення |
| ------------ | ---------- | ------------- | -------------- | --------------------- |
| Казахстан    | 18,050,488 | 2,724,900     | $508,642 млрд. | $27,549               |
| Киргизстан   | 6,000,000  | 199,900       | $24,492 млрд.  | $3,877                |
| Узбекистан   | 34,036,800 | 447,400       | $231,358 млрд. | $6,865                |
| Таджикистан  | 8,610,000  | $27,802 млрд. | $3,146         |                       |
| Туркменістан | 5,171,943  | 488,100       | $99,6 млрд.    | $18,126               |
| Разом        | 71,869,231 | 4,003,400     | $891,894 млрд. | $12,749               |

## Думки
- Прихильники союзу планували вирішити безліч питань у сфері туризму, безпеки та візового режиму у разі його успішної освіти та створити альтернативу ОДКБ та китайсько-російській Шанхайської організації співробітництва[1]. Президент Казахстану стверджував, що п'ять країн Середньої Азії можуть домогтися створення нового єдиного ринку та єдиної валюти, а їх об'єднання буде набагато тіснішим, ніж об'єднання країн ЄС. Прихильники також заперечували факт лідерства Казахстану, що нав'язується в союзі. .
- Противники союзу вважають, що інтереси держав дуже різняться, щоб дозволити п'яти країнам об'єднатися, і ніхто не поспішає робити перший крок. У міжнародних рейтингах з політичної стабільності та економічного добробуту країни займають аж ніяк не високі позиції Центрально-Азійський союз. У Таджикистані розкритикували проект як невдалу спробу реанімації Центрально-Азійського економічного співтовариства.

## Див також
- Євразійська економічна спілка
- Митний союз
- Європейський Союз
- Тюркська рада
- Африканський союз
- Арабська спілка
- Північноамериканський союз
- Тихоокеанський союз
- Союз американських націй